# Concabella
Concabella es una entidad de población del municipio de Els Plans de Sió en la provincia de Lérida, España. Pertenece a la  comarca de la Segarra.
Situada cerca de la orilla derecha del río Sió, alrededor del antiguo castillo de Concabella y de la iglesia parroquial de San Salvador. Al sur del término municipal se encuentra el antiguo castillo de Ratera, que se convirtió posteriormente en un molino.
En el siglo XV perteneció a los Ortiz de Cabrera y de Orís.